# Mistrzostwa Kenii w Biegach Przełajowych 2011
Mistrzostwa Kenii w Biegach Przełajowych 2011 – zawody lekkoatletyczne, które odbyły się 19 lutego w Nairobi. Impreza była kwalifikacją do składu reprezentacji kraju na mistrzostwa świata w biegach przełajowych.

## Rezultaty

### Mężczyźni
|                        | 1. miejsce             | Rezultat | 2. miejsce              | Rezultat | 3. miejsce             | Rezultat |
| Bieg seniorów na 12 km | Geoffrey Kiprono Mutai | 34:35,0  | Mathew Kipkoech Kisorio | 35:19,4  | Vincent Kiprop Chepkok | 35:23,5  |
| Bieg juniorów na 8 km  | Isiah Kiplangat Koech  | 23:25,9  | Justin Cheruiyot        | 23:29,8  | Philemon Yator         | 23:30.5  |

### Kobiety
|                       | 1. miejsce  | Rezultat | 2. miejsce        | Rezultat | 3. miejsce                 | Rezultat |
| Bieg seniorek na 8 km | Linet Masai | 26:20,5  | Vivian Cheruiyot  | 26:23,2  | Priscah Jepleting Cherono  | 26:33,2  |
| Bieg juniorek na 6 km | Janet Kisa  | 19:51,7  | Jepkorir Kipkoech | 19:52,2  | Faith Chepngetich Kipyegon | 19:54,0  |